# عبد الله (داعي إسماعيلي إلى كجرات)

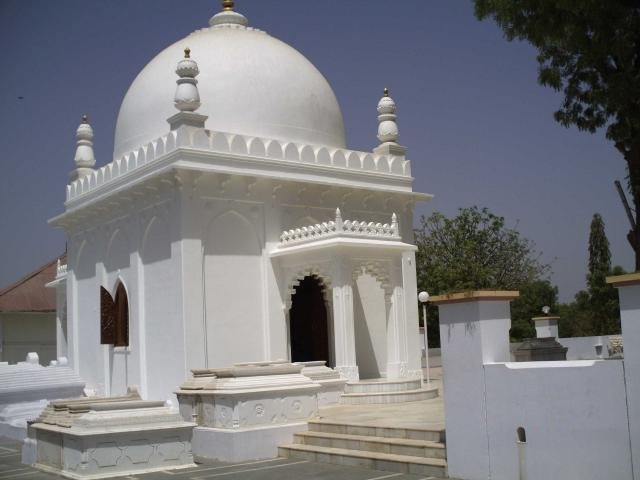
ضريح ولي الهند الأول: مولاي عبد الله، خمبهات، ولاية كجرات، القرن الحادي عشر

عبد الله كان أول داعي إسماعيلي في ولاية كجرات.
أُرسل من اليمن إلى كامباي (خمبهات) بولاية كجرات في الهند حوالي عام 1067 م (460 هـ). وكان رفيقه السيد نور الدين قد زار الإمام المستنصر بالله في مصر أيضاً. انضم إلى المذهب الإسماعيلي على يد الداعي الفاطمي مؤيد الدين الشيرازي، وعاد إلى خمبهات في الهند لنشر المذهب الطيبي. وكان اسمه السابق بالام ناث.  
ويقال أنه بقي بضع سنوات في كامباي لدراسة الناس. توفي في 12 أغسطس 1141 في خمبهات، كجرات، الهند، ويوجد ضريحه هناك.
ذات مرة، أخذ الداعي أحمد اثنين من الأيتام الكجراتيين (عبد الله ونور الدين) إلى القاهرة، وقام بتدريبهما على العقيدة الإسماعيلية، وأعادهما إلى كجرات كمبشرين. وضع عبد الله الأساس لطائفة البهرة. وفقًا لأساطير البهرة، أرسل جاياسيمها جيشًا للقبض على عبد الله، لكن عبد الله حوله إلى الإسلام من خلال أداء المعجزات وكشف المعجزات المزعومة للعلماء الهندوس على أنها مزيفة. لا يوجد دليل على أن جاياسيمها تخلى عن الشيفية على الإطلاق، لكن العديد من حكام البهرة والدعاة المطلقين زعموا أنهم ينحدرون منه. ومن بينهم سيدنا إسماعيل الداعي المطلق الرابع والثلاثون.
هناك قصتان عن نجاحه التبشيري الأول. وفقًا لإحدى القصص، فقد اكتسب قلب مُزارع من خلال ملء بئره الجافة بالماء. وفي الثانية سافر إلى أهلينفادا، باتان. أرسل الملك سيدراج جايسينغ قوة من الرجال المسلحين لإحضاره، ووجدوه محاطًا بجدار من النار. ذهب الملك بنفسه إلى هناك لمقابلته. وفي وقت لاحق أصبح اثنان من وزراءه، تارمال وبهارمال، من أتباعه.
كان سيدي حسن فير، وهو شيخ مشهور في القرن الرابع عشر في سلطان باتان، أيضًا من نسل مولايا عبد الله.